# Kristian Sewén
Kristian Björn Sewén, född 23 september 1982, är en svensk utövare av atletisk fitness och styrkelyftare. Sewén är bosatt i Stockholm och tävlar för Team Body Science.
Sewén har tidigare spelat amerikansk fotboll i Tyresö Royal Crowns, med vilka han vann SM-guld 2001.

## Meritlista
| År   | Tävling                                  | Klass   | Placering | Ref   |
| ---- | ---------------------------------------- | ------- | --------- | ----- |
| 2006 | Oslo Grand Prix Athletic Fitness         | −180 cm | 2:a       | [ 2 ] |
| 2007 | Oslo Grand Prix Athletic Fitness         | mixad   | 3:a       | [ 1 ] |
| 2007 | Nordiska mästerskapen i Athletic Fitness | −180 cm | 4:a       | [ 1 ] |
| 2007 | Svenska mästerskapen i Athletic Fitness  | −180 cm | 2:a       | [ 1 ] |
| 2008 | Svenska mästerskapen i Athletic Fitness  | −180 cm | 2:a       | [ 1 ] |
| 2009 | Svenska mästerskapen i Athletic Fitness  | −180 cm | 1:a       | [ 3 ] |
| 2010 | Svenska mästerskapen i styrkelyft        | −90kg   | 1:a       | [ 1 ] |
| 2011 | Svenska mästerskapen i Athletic Fitness  | −180 cm | 1:a       | [ 4 ] |
| 2012 | Europamästerskapen i Athletic Fitness    | −175 cm | 2:a       | [ 5 ] |
| 2012 | Världsmästerskapen i Athletic Fitness    | −175 cm | 1:a       | [ 6 ] |